# می ویتی
می ویتی (انگلیسی: May Whitty؛ ۱۹ ژوئن ۱۸۶۵ – ۲۹ مهٔ ۱۹۴۸) بازیگر اهل بریتانیا بود. 
از فیلم‌هایی که وی در آن نقش داشته‌است، می‌توان به شبی در لیسبون، مادام کوری، لسی به خانه بر می‌گردد، چراغ گاز و فتح اشاره کرد.

## مرگ
او تا پایان عمر به بازیگری ادامه داد و در 29 می 1948 در بورلی هیلز ، کالیفرنیا، بر اثر سرطان در سن 82 سالگی درگذشت. شوهرش سال قبل در جریان عمل جراحی فوت کرده بود. او با یک لوح در کلیسای کلیسای سنت پل در کاونت گاردن لندن، در کنار لوح به همسرش گرامی داشته می شود.